# Chiasso
Chiasso [kjasːo] je mesto jugu Švice, v Kantonu Ticino na meji z Italijo.

## Zgodovina
Mesto je prvič omenjeno leta 1140 pod imenom Claso.

## Prebivalstvo
Prebivalci govorijo italijansko in so v večini kristjani.

## Šport
- Nogomet: FC Chiasso
- Hokej: HC Chiasso
- Kolesarstvo: GP Chiasso (UCI Europe Tour)